# Saint-Léomer
Saint-Léomer ist eine französische Gemeinde mit 171 Einwohnern (Stand: 1. Januar 2022) im Département Vienne in der Region Nouvelle-Aquitaine. Sie gehört zum Arrondissement Montmorillon und zum Kanton Montmorillon. 

## Geografie
Saint-Léomer liegt etwa 61 Kilometer ostsüdöstlich von Poitiers im Osten der historischen Provinz Poitou. Nachbargemeinden von Saint-Léomer sind Journet im Norden, La Trimouille im Osten und Nordosten, Brigueil-le-Chantre im Osten und Südosten, Bourg-Archambault im Süden sowie Montmorillon im Westen.
Ein großer Teil des Gemeindegebiets gehört zum Militärgelände von Montmorillon.

## Bevölkerungsentwicklung
| Jahr                      | 1962 | 1968 | 1975 | 1982 | 1990 | 1999 | 2006 | 2013 |
| Einwohner                 | 289  | 258  | 263  | 234  | 205  | 183  | 179  | 180  |
| Quelle: Cassini und INSEE |      |      |      |      |      |      |      |      |

## Sehenswürdigkeiten
Siehe auch: Liste der Monuments historiques in Saint-Léomer
- Kirche aus dem 12. Jahrhundert